# Флаг Чистоозёрного района
Флаг Чистоозёрного муниципального района Новосибирской области Российской Федерации.
Флаг был утверждён 21 июня 2006 года Решением Совета депутатов Чистоозёрного района Новосибирской области от 21 июня 2006 года и внесён в Государственный геральдический регистр Российской Федерации с присвоением регистрационного номера 2242.
Флаг разработан Сибирской геральдической коллегией.

## Описание
«Флаг представляет собой прямоугольное полотнище синего цвета несущее изображение трех летящих белых чаек. В нижней половине полотнища проходят шесть горизонтальных разновеликих полос, попеременно белого и синего цветов и занимающих соответственно 1/36, 1/36, 2/36,2/36,4/36 и 4/36 ширины флага. Отношение ширины флага к его длине 2:3».

## Символика флага
Символика флага основана на аналогичной символике герба Чистоозёрного района.
Лазоревый (синий, голубой) цвет — символ благополучия, мира, верности, движения вперед, большого количества озер, расположенных на территории района. Серебряный (белый) цвет — символ веры, чистоты, искренности, благородства, преданности избранному делу, а также он олицетворяет суровые природные условия, сибирскую, долгую зиму. Бело-синяя цветовая гамма герба указывает на название района «Чистое озеро», делая герб полугласным.
Летящие чайки символизируют красоту и чистоту помыслов жителей района, их веру в развитие и процветание свое «малой» Родины.